# Palacio de São Bento
El palacio de São Bento (en portugués: Palácio de São Bento) es un edificio de estilo neoclásico situado en Lisboa. Es la sede del Parlamento Portugués desde la prohibición de las órdenes religiosas en 1834. 
Fue construido a finales del siglo XVI como monasterio benedictino (Mosteiro de S. Bento da Saúde) . A lo largo de los siglos XIX y XX sufrió una serie de remodelaciones interiores y exteriores hasta convertirlo prácticamente en un nuevo edificio. El interior está repleto de obras de arte de distintas épocas de la Historia de Portugal. 
Según la denominación oficial del parlamento, el edificio ha tenido varias denominaciones: Palácio das Cortes  (1834-1911), Palácio do Congresso (1911-1933) y Palácio da Assembleia Nacional (1933-1974). Actualmente se adoptó el nombre de Palácio de S. Bento en memoria del antiguo convento. 
El palacio está clasificado como Monumento Nacional desde 2002. 
En la parte trasera del edificio principal, en los terrenos del antiguo monasterio, se sitúa un palacete mandado a construir por Joaquim Machado Cayres para habitar en él. Durante el Estado Novo, en 1937 el palacete fue adquirido por el Estado a través de la expropiación, para instalar en él la residencia oficial del presidente del Consejo de Ministros. Actualmente, este palacete sigue siendo la residencia oficial del primer ministro. 